# Canon EOS 1300D
1200D 2000D
4000D
Le Canon EOS 1300D, EOS Rebel T6 en Amérique du Nord ou également EOS Kiss X80 au Japon, est un appareil photographique reflex numérique de 18 mégapixels, montant jusqu'à 6400 ISO, annoncé par Canon le 10 mars 2016. C'est un appareil reflex numérique d'entrée de gamme qui remplace le 1200D. Il est considéré par beaucoup d'utilisateurs comme un des meilleurs appareils de la gamme EOS avec un excellent rapport qualité-prix.

## Caractéristiques
- Capteur CMOS de 18,0 mégapixels effectifs.
- Processeur d'images DIGIC 4+.
- Écran arrière LCD 3 pouces (7,5 cm) de 920 000 points.
- Autofocus 9 collimateurs, dont 1 croisé au centre.
- Sensibilité ISO 100–6400, 12 800 en mode étendu.
- Objectifs Canon EF/EF-S.
- Formats de fichiers : JPEG, RAW (14-bit CR2).
- Partage en Wi-Fi et NFC